# Mezinárodní den za odstranění chudoby
Mezinárodní den za odstranění chudoby má připomenout a zvýšit povědomí o státech, ve kterých se chudoba vyskytuje, obyvatelé mají nedostatek potravy a pitné vody, což mnohdy také vede k různým onemocněním či úmrtí. Tohoto dne v roce 1987 svolal francouzský kněz Joseph Wresinski, zakladatel hnutí ATD (Aide à toute détresse), na pařížském Place du Trocadéro-et-du-11-Novembre velkou demonstraci na podporu lidí žijících v extrémní chudobě. V roce 1992 ustanovilo Valné shromáždění OSN výročí tohoto dne mezinárodním svátkem, který navazuje na Světový den výživy 16. října. OSN zařadila snižování chudoby mezi rozvojové cíle tisíciletí, podle jejích údajů se mezi lety 1990 a 2010 snížil počet lidí žijících v extrémní chudobě o 700 milionů.